# Ситиу-ду-Кинту
Ситиу-ду-Кинту (порт. Sítio do Quinto)  —  муниципалитет в Бразилии, входит в штат Баия. Составная часть мезорегиона Северо-восток штата Баия. Входит в экономико-статистический микрорегион Жеремоабу. Население составляет 20 664 человека на 2006 год. Занимает площадь 651,958 км². Плотность населения — 31,7 чел./км².
Праздник города — 13 июня.

## История
Город основан 13 июня 1989 года. 

## Статистика
- Валовой внутренний продукт на 2003 год составляет 23 447 504,00 реалов (данные: Бразильский институт географии и статистики).
- Валовой внутренний продукт на душу населения на 2003 год составляет 1234,40 реалов (данные: Бразильский институт географии и статистики).
- Индекс развития человеческого потенциала на 2000 год составляет 0,561 (данные: Программа развития ООН).